# 1715 en arts plastiques
| Années des arts plastiques : 1712 - 1713 - 1714 - 1715 - 1716 - 1717 - 1718    |
| Décennies des arts plastiques : 1680 - 1690 - 1700 - 1710 - 1720 - 1730 - 1740 |

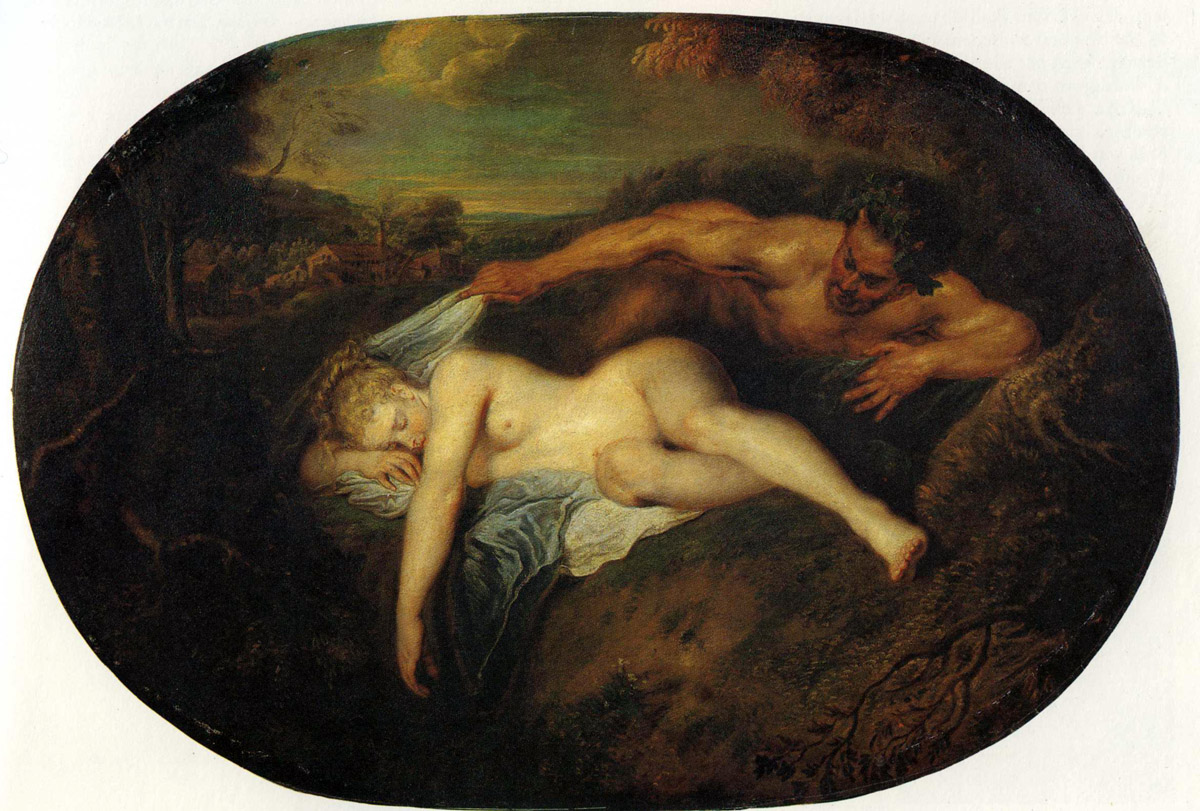
Jupiter et Antiope, toile de Watteau.

Cette page concerne l'année 1715 en arts plastiques.

## Naissances
- 22 février : Charles-Nicolas Cochin, graveur et dessinateur français († 29 avril 1770),
- 11 juillet : Jean-Joseph Balechou, graveur français († 8 août 1764),
- 23 juillet : Nicolas-Jean-Baptiste Raguenet, peintre français († 17 avril 1793),
- 26 juillet : Jacobus van der Schley, graveur et dessinateur néerlandais († 12 février 1779),
- 21 décembre : Tommaso Gherardini, peintre rococo italien († 1797),
- ? : Apollonio Domenichini, peintre italien de vedute († vers 1770).

## Décès
- 5 janvier : Onorio Marinari, peintre italien  de natures mortes (° 1627),
- 12 février : Jean-Baptiste Belin, peintre français (° 9 novembre 1653),
- 1er septembre : François Girardon, sculpteur français (° 10 mars 1628),
- 16 novembre : Jacques d'Agar, peintre portraitiste français (° 9 mars 1640),
- 9 décembre : Benedetto Gennari le Jeune, peintre italien de l'école de Bologne (° 19 octobre 1633),
- 10 décembre : Michelangelo Ricciolini, peintre italien du baroque tardif (° 29 septembre 1654),
- 28 décembre :  Joanna Koerten, artiste néerlandaise, utilisant pour ses créations la peinture, le dessin, la broderie, la gravure sur verre, et la modélisation en cire (° 17 novembre 1650),
- ? : Filippo Abbiati, peintre italien (° 1640).